# مكتب التكوين المهني وإنعاش الشغل (المغرب)
مكتب التكوين المهني وإنعاش الشغل هو مكتب يدير سلسلة من المعاهد التكوينية في المغرب والتي تعمل على تلبية حاجيات المقاولات من حيث الموارد البشرية المؤهلة، وتضمن تطوير مهارات الموظفين لدعم تنمية المشاريع، كما يهدف المكتب من خلال مختلف معاهده إلى تسهيل توظيف الشباب في سوق العمل أو مساعدتهم على تأسيس مقاولاتهم.
المكتب له العديد من المؤسسات موزعة على مختلف جهات المملكة، منها معاهد ومراكز ومُركبات. كما يضم معاهد وطنية، ولا زال المكتب آخذا في التوسع والتجدد. ومن بين آخر المؤسسات المزمع إضافتها هو المعهد الوطني لتكوين المكونين والأوصياء بمدينة تامسنا.

## تاريخ
تم إنشاء مكتب التكوين المهني وإنعاش الشغل في سنة 1974.ومنذ ذلك الوقت والمكتب في تطور مستمر لإصلاح منظومة التكوين المهني ومساعدة الشباب في الحصول على تكوين يمكنهم من ولوج سوق الشغل والحصول على عمل. بحلول عام 2018 أصبح المكتب يتوفر على 368 مؤسسة تكوينية تابعة له.

## الإدارة

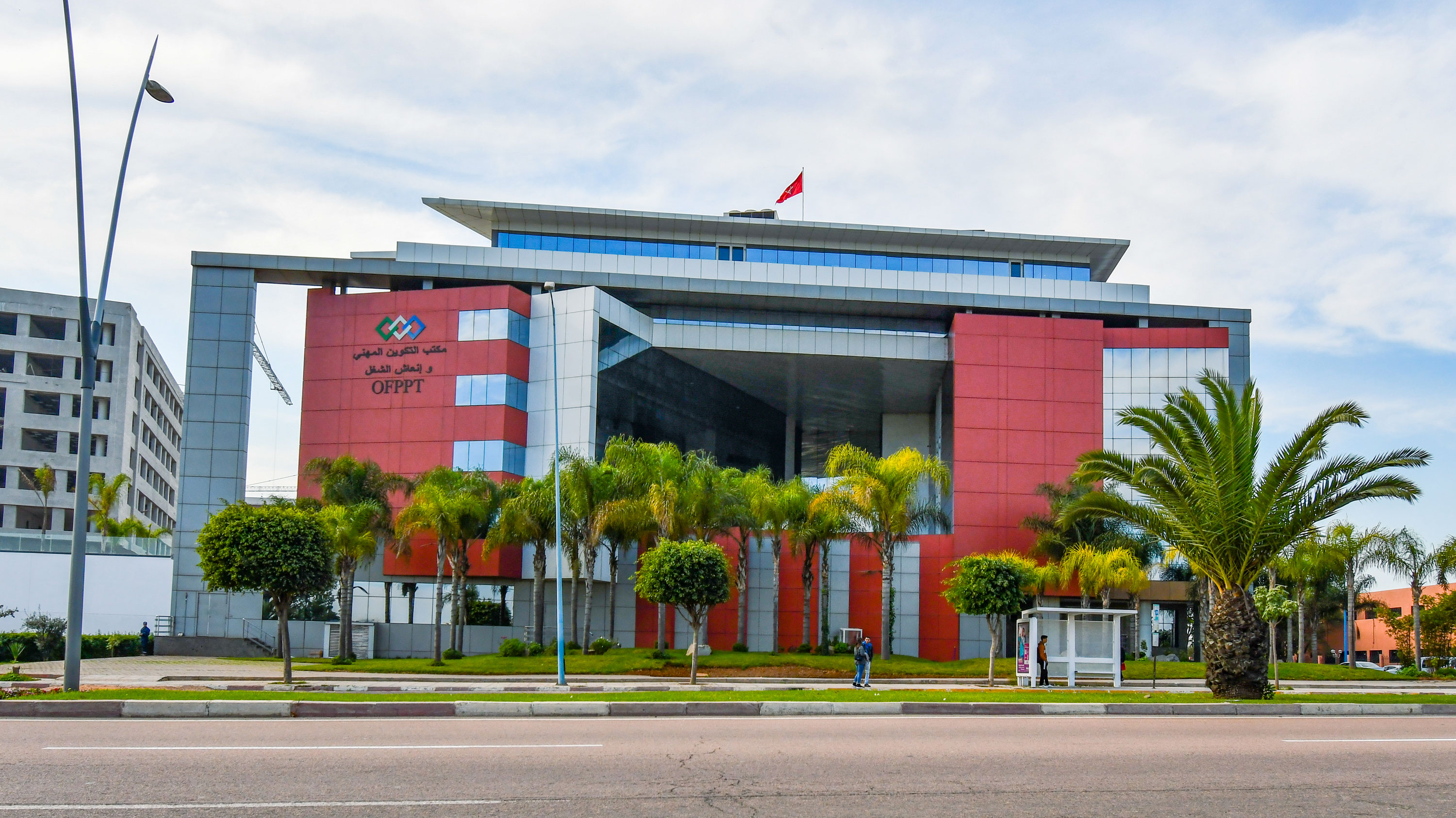
مقر مكتب التكوين المهني وإنعاش الشغل في سيدي معروف

| المدير(ة)           | المديرية                            |
| ------------------- | ----------------------------------- |
| لبنى اطريشا         | المديرة العامة                      |
| عبد الغني الفضيل    | مديرية البحث وهندسة التكوين         |
| سعيد السلاوي        | مديرية الموارد البشرية              |
| يوسف شيخي           | مديرية التواصل                      |
| محمد سانسيت         | مديرية الممتلكات                    |
| إدريس بطاش          | مديرية التعاون الإفريقي والدولي     |
| عبد الكريم الزواوي  | مديرية التنمية وإدارة المشاريع      |
| عبد اللطيف وراغ     | مديرية التموين واللوجستيك           |
| خالد عباد الأندلسي  | مديرية التدقيق                      |
| حفيظ أبو الحسن      | مديرية التنظيم وإدارة نظم المعلومات |
| عبد العزيز اللفتاوي | مديرية التكوين أثناء العمل          |
| سعاد اللوزي         | مديرية التكوين                      |
| مراد لامني          | مديرية المالية والمحاسبة            |

## التكوين

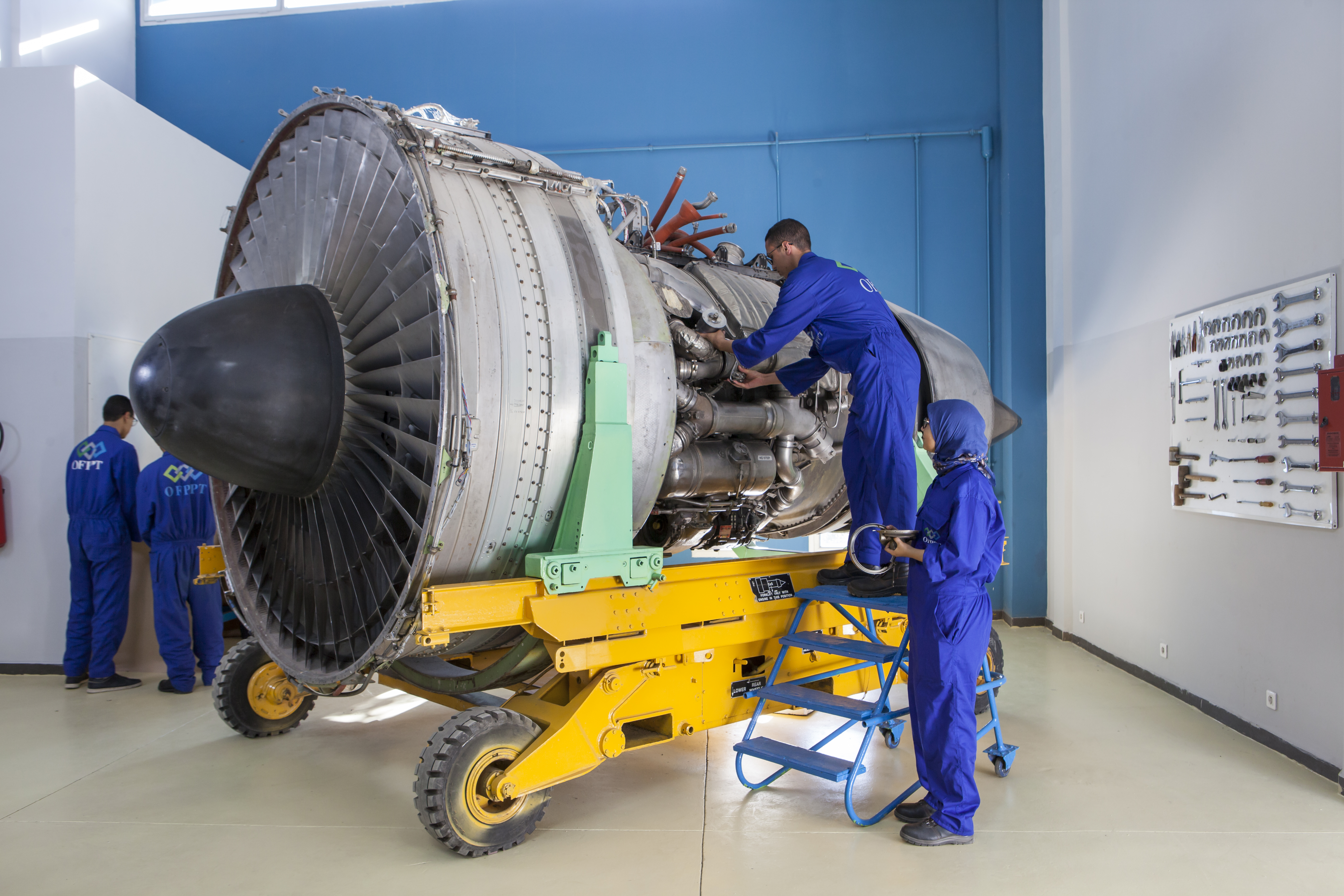
طلاب في المعهد المتخصص في معدات الطائرات ولوجستيك المطارات (ISMALA)، أثناء دروس تطبيقية

يوفر مكتب التكوين المهني وإنعاش الشغل أكثر من نصف مليون مقعد بيداغوجي بتكوينات في أزيد من 300 شعبة، وذلك حسب خمسة مستويات:
- التقني المتخصص: يدوم التكوين سنتين، ويُفتح في وجه التلاميذ الحاصلين على شهادة البكالوريا أو الإجازة أو لصالح المتدربين في إطار المسارات.
- البكالوريا المهنية: متاحة للتلاميذ ابتداء من الجذع المشترك للتعليم الثانوي التأهيلي.
- التقني: يدوم التكوين سنتين، ويفتح في وجه التلاميذ الحاصلين على مستوى البكالوريا، أي الذين لم يتمكنوا من النجاح في السنة الختامية للبكالوريا، مع كونهم درسوا فيها. كما يستفيد منه المتدربون في إطار المسارات.
- التأهل: يستغرق التكوين من 18 إلى 24 شهرا، ويفتح في وجه التلاميذ الحاصلين على شهادة السنة الثالثة من التعليم الثانوي الإعدادي.
- التخصص: يفتح في وجه التلاميذ الحاصلين على شهادة الدروس الابتدائية.

ويوفر المكتب كذلك تكوينات لفئات أخرى. وهو يعتبر مؤسسة للتعليم العالي في المغرب.

## عدد المقاعد البييداغوجية والرأسمال البشري للمكتب
ويوفر مكتب التكوين المهني وإنعاش الشغل ما يزيد عن نصف مليون مقعد بيداغوجي، موزعين عبر أزيد من 400 مؤسسة تكوينية ومعهد وطني، في أكثر من 480 مهنة، يوفر لهم مكتب التكوين المهني وإنعاش الشغل لهم ما يقارب 10 آلاف مستخدم إجمالاً بأكثر من 8557 مدرب ومدربة لتكوينهم.
أما بخصوص إحصائيات وأرقام الرأسمال البشري الخاص بمكتب التكوين المهني وإنعاش الشغل، فقد بلغ عدد المستخدمين فيه حوالي 10578 مستخدم بما فيهم حوالي 8557 مدرب ومدربة، في حين أن نسبة المستخدمين الدائمين من النساء ناهزت 30% من مجموع المستخدمين. وقد انضم ما يقارب 286 مستخدم جديد إلى مكتب التكوين المهني وإنعاش الشغل في سنة 2017 والذين من بينهم 168 مدرب ومدربة، ليصبح عدد المدربين المتعاقدين بحلول سنة 2017 حوالي 3800 مدرب ومدربة. ويشكل متوسط أقدمية مستخدمي مكتب التكوين المهني وإنعاش الشغل ما يزيد عن 16 سنة، في أن متوسط أعمارهم يناهز الـ47 عاماً. 

## المؤسسات والمعاهد العمومية التابعة لمكتب التكوين المهني وإنعاش الشغل بالمغرب
يشرف مكتب التكوين المهني وإنعاش الشغل على ما يزيد عن 400 مؤسسة تكوينية ومعهد وطني عمومي، تنتشر عبر مختلف أرجاء المملكة المغربية ، وتتكون من:
• المعاهد المتخصصة في التكنولوجيا التطبيقية ISTA
• المعاهد المتخصصة في السياحة والفندقة/ مراكز التكوين في مهن الفندقة والسياحة
• معاهد التكنولوجيا التطبيقية ITA
• مراكز التكوين في المهن/ مؤسسات التكوين المهني
• شبكة مدن المهن والكفاءات CMC
• مدرسة محمد السادس للتكوين في مهن البناء والأشغال العمومية
• معاھد التكوین في مھن صناعة السیارات IFMIA
• المعھد المتخصص في مھن معدات الطائرات ولوجیستیك المطارات ISMALA بالدار البيضاء
• المعاھد المتخصصة للتكنولوجیا التطبيقية الفندقية والسیاحیة ISTAHT
• معاهد تكوين التقنيين والتقنيين المتخصصين في المعادن بمراكش وتويسيت
• معاهد تكوين التقنيين المتخصصين في التعمير والهندسة المعمارية IFTSAU
• معاهد تكوين التقنيين المتخصصين في الأشغال العمومية ISTP
• معاھد التكوین في مھن الطاقات المتجددة والنجاعة الطاقیة IFMEREE
• المعاھد المتخصصة في مھن النقل الطرقي واللوجیستیك ISMTL
• معاهد التكنولوجيا للصيد البحري ITPM
• المعهد المتخصص في مهن السينما ISMC بورزازات
• معاهد التكوين في مهن الصحة و العمل الاجتماعي IFMSAS
• معاهد تكوين التقنيين في النقل والإسعاف الصحي IFTA
• المعهد الوطني للفرس ولي العهد الأمير مولاي الحسن

## شراكات مكتب التكوين المهني وإنعاش الشغل في إطار التعاون الدولي
لقد قام مكتب التكوين المهني و إنعاش الشغل بالمغرب خلال العقود السابقة بتطوير العديد من الشراكات والتعاونات المثمرة للغاية مع العديد من الدول. ويتجلى ذلك في عدد المشاريع المنفذة، بدءا من بعثات المساعدة التقنية، إلى تدريب وتطوير المدربين واستقبال الوفود الكبيرة في التدريب الأولي والتكوين المهني. وقد استفاد المكتب من عدة برامج مع جهات مانحة مختلفة، بما في ذلك الاتحاد الأوروبي، وبنك الاستثمار الأوروبي، والولايات المتحدة (برنامج MCC والوكالة الأمريكية للتنمية الدولية)، ومن أبرز عمليات التعاون يمكن أن نجد:
• التعاون جنوب-جنوب:
ويعتبر مكتب التكوين المهني و إنعاش الشغل بالمغرب فاعلاً رئيساً مهماً في عملية التعاون جنوب-جنوب، وذلك من خلال مشاركته الفعّالة في تنمية الموارد البشرية في جميع أرجاء القارة الأفريقية.
• الرابطة الأفريقية:
وتعد الرابطة الإفريقية بمثابة حجر الزاوية لتنمية الموارد البشرية في القارة الإفريقية، ومن خلال ذلك فهي تلعب دورا مهماً من أجل تطوير التكوين المهني. 

## أبرز غايات مكتب التكوين المهني وإنعاش الشغل
نظراً لاحتياجات سوق العمل، واستجابة لمتطلبات القطاعات الاقتصادية المختلفة، يركز المكتب إجراءاته وموارده على المدى البعيد حول:
1- تعزيز قابلية تشغيل الشباب عبر اعتماد مسارات ملائمة استجابة لحاجيات القطاعات الاقتصادية من الموارد البشرية المؤهلة، ومن ثم المساهمة في تحسين تنافسيتها.
2- تقوية الكفاءات ودعم نمو المقاولات عبر تطوير النظام وتوفير عرض تكويني مستمر.

## وصلات خارجية
- الموقع الرسمي